# Die Nation (DDR)
Die Nation wird mit dem Untertitel „Zeitschrift für Theorie und Praxis nationaler Politik“ als Monatsschrift der DDR-Blockpartei National-Demokratischen Partei Deutschlands (NDPD) im parteieigenen Verlag der Nation von Heft 1/1951 bis H. 12/1960 (sowie Sonderbänden) herausgegeben. Zunächst fungiert bis zum März-Heft 1953 als Herausgeber die ‘Hochschule für nationale Politik’ der NDPD, danach übernimmt der Parteivorstand diese Funktion. Mit dem Herausgeberwechsel wird ab Heft 4/1953 auch ein Redaktionskollegium genannt, das aus Siegfried Dallmann, Wolfgang Rösser und Otto Rühle (1956 auch Hans Luthardt und Ernst Herbert Förster) besteht. Ab 1961 erscheint Die Nation als Halbmonatsschrift unter dem Titel Der nationale Demokrat. Diese neue Zeitschrift soll “die Aufgaben in sich vereinigen […], um deren Lösung bisher Die Nation und das Informationsblatt Voran! bemüht gewesen sind”.
Die nur vereinzelt mit einem Themenschwerpunkt (z. B. „Die Lehren des nationalen Befreiungskampfes“; Bd. 1, 1953) versehenen Ausgaben enthalten neben theoretischen Aufsätzen v. a. Einlassungen von Funktionären aus dem Apparat der NDPD.
Das jährliche Sachregister differenziert thematisch zwischen Nationalen Problemen (Nationale Tradition, Unser nationaler Befreiungskampf) und Internationalen Problemen (Das Vertrauensverhältnis zwischen uns Deutschen, Der Sowjetunion und den Volksdemokratien, Nationaler Befreiungskampf anderer Völker, Der Kampf gegen die amerikanischen Monopolherren). Breiten Raum nehmen diverse Dokumente von Parteigremien (Parteitage, Hauptausschuss, Parteivorstand) ein, deren Beschlüsse, Rechenschaftsberichte, Aufrufe und Diskussionsbeiträge wiedergegeben werden. Vereinzelt werden Artikel auch als Sonderdruck in der National-demokratischen Schriftenreihe publiziert (z. B. Lothar Bolz: Unser Mittelstand baut mit am Sozialismus! Der Sozialismus der Deutschen Demokratischen Republik ist das Fundament des Friedens in ganz Deutschland!).